# Берегдароц – Mezőtúr – Варошфьолд/Сегед
Берегдароц – Mezőtúr – Варошфьолд/Сегед – один з основних елементів газотранспортної системи Угорщини.
Ще в 1978 році почався транзит радянського природного газу через Угорщину до східної Югославії (Сербії та Боснії). Він надходив у район угорської столиці по газопроводу від Берегдароца після чого прямував на південь з використанням раніше створеної інфраструктури – коридору Будапешт – Варошфьолд – Сегед. 
У 1980-х вирішили створити більш прямий маршрут, який би до того ж покращував постачання південно-східних районів Угорщини. Як наслідок, в 1987-му став до ладу трубопровід довжиною 211 км та діаметром 800 мм від Берегдароца (куди ресурс надходить з території України через інтерконектор Берегово – Берегдароц) до містечка Mezőtúr. Останнє ще з 1984-го було з’єднане із  Варошфьолдом за допомогою газопроводу довжиною 72 км та діаметром 600 мм, що створювало можливість одразу почати поставки по новому коридору. Втім, проект передбачав нарощування потужностей після Mezőtúr, так що у 1989-му від нього до Варошфьолду проклали другу нитку довжиною 72 км та діаметром 800 мм. Крім того, в 1993-му став до ладу відтинок Mezőtúr – Сегед довжиною 97 км та діаметром 700 мм, який дозволяв напряму подавати ресурс до прикордонного з Сербією міста.
В другій половині 2000-х узялись за реалізацію проекту підвищення надійності транзиту до Сербії та поставок у зимовий період (останнє, зокрема, передбачало створення підземного сховища газу в Algyo на околиці Сегеду). Враховуючи, що від Берегдароца до Mezőtúr прямувала лише одна нитка довжиною 800 мм, тоді як Mezőtúr із газотранспортним коридором Будапешт – Сегед зв’язували одразу три нитки діаметрами 800 мм, 700 мм та 600 мм, вирішили підсилити початкову ділянку коридору. В 2008-му від Берегдароца до Mezőtúr проклали другу нитку довжиною 206 км, при цьому на відтинку довжиною 124 км до Гайдусобосло використали труби діаметром 1000 мм , тоді як наступна ділянка була виконана в дещо меншому діаметрі 800 мм (у Гайдусобосло знаходилось підземне сховище газу, крім того, звідси ще в 1960-х проклали газопроводи до Будапетшу та на північ Угорщини). Можливо також відзначити, що в межах проекту також підсилили інтерконектор Берегово – Берегдароц і ділянку  Варошфьолд – Сегед на трасі центрально-угорського коридору.
За умови реверсування система Берегдароц – Варошфьолд/Сегед може бути використана для поставок до України ресурсу, імпортованого через хорватський термінал для прийому ЗПГ на острові Крк (саме до Варошфьолду виходить хорватсько – угорський інтерконектор). 